# Fomínitxi
Fomínitxi (en rus: Фоминичи) és un poble (un possiólok) de l'óblast de Vorónej, a Rússia, segons el cens del 2010 tenia 38 habitants.